# 長伸穆賽介
長伸穆賽介（学名：Munseyella oblonga）为真花介科穆賽介屬下的一个种。